# Deon McCaulay
Deon McCaulay (* 20. září 1987, Belize City) je fotbalista z Belize, hraje za americký klub Atletico Atlanta.

## Reprezentační kariéra
15. června 2011 vstřelil v 24. minutě zápasu s Montserratem vůbec první gól kvalifikace; v utkání, které fotbalová reprezentace Belize vyhrála 5:2, dosáhl také prvního hattricku. Celkově je se 21 brankou dosaženou ve 36 zápasech nejlepším střelcem v historii belizské reprezentace. Zúčastnil se také Zlatého poháru CONCACAF 2013.
S jedenácti brankami se stal nejlepším střelcem zóny CONCACAF v kvalifikaci na MS 2014 a zároveň nejlepším kanonýrem tohoto kvalifikačního cyklu celkově (společně s Nizozemcem Robinem van Persiem a Uruguaycem Luisem Suárezem).
V roce 2014 hrál North American Soccer League za klub Atlanta Silverbacks.